# Barry Orms
Barry D. Orms (St. Louis, 1º maggio 1946) è un ex cestista statunitense, professionista nella NBA e nella ABA.

## Carriera
Venne selezionato dai Baltimore Bullets all'ottavo giro del Draft NBA 1968 (96ª scelta assoluta).